# Berdashen
Berdashen là một đô thị thuộc tỉnh Shirak, Armenia. Dân số ước tính năm 2011 là 266 người.